# Гарпія велика
Гарпія велика (Harpia harpyja) — великий хижий птах із родини Яструбових, єдиний вид у роді Гарпія. Мешкає в тропічних лісах Південної й Центральної Америки; живиться в основному лінивцями й мавпами.

## Загальна характеристика
Довжина тіла гарпії від 90 до 110 см. Розмах крил близько 2-х метрів. Самиця важить в середньому 7–9 кг, більш дрібний самець 5–8 кг. Гарпія має темно-сіру спину. Світло-сіра голова з великими від сіруватих до коричневих очима і порівняно невеликим, але потужним чорним дзьобом прикрашена широким темним пір'ям. У момент збудження гарпія піднімає його майже вертикально на голові. У молодих птахів чуб світліший. Черево біле, на оперених лапах дрібні темні смужки. На шиї темний широкий нашийник. По довгому хвосту йдуть широкі поперечні смуги темно-сірого кольору. Лапи надзвичайно великі й потужні, здатні витримати дуже велику вагу, пальці озброєні дуже довгими чорними кігтями.

## Середовище проживання
Велика гарпія мешкає в Центральній і Південній Америках, від Мексики до Бразилії й пн.-сх. Аргентини.
Це лісовий птах, який гніздиться і полює в тропічних лісах, як правило, нижче 900 м, але локально до 2000 м над рівнем моря.

## Харчування
Основною їжею гарпії є лінивці, мавпи й інші ссавці, а також рептилії й великі птахи. Зокрема, в їх раціоні зустрічаються агуті, носухи, опосуми, броненосці, мурахоїди, змії діаметром до 5 см, ящірки й амфисбени; серед птахів — кракси, каріами, папуги-ара та інші. Гарпії є єдиними хижаками, що полюють на голкошерстів. З сіл гарпії часто крадуть свиней і дрібних собак.

## Розмноження
Гарпія гніздиться в кроні високих дерев на висоті 50–75 м над землею, часто біля води. Широке гніздо будує з товстих гілок і вистеляє його листям і мохом. Одне і те ж гніздо використовується парою багато років. Гніздяться гарпії через рік. Самиця відкладає, як правило, одне жовтувате яйце. Пташенята розвиваються дуже повільно і довго перебувають під опікою батьків. Біля гнізда дорослі птахи агресивні, нападають на сторонніх, сміливо проганяючи навіть людей. У віці 8–10 місяців пташенята гарпії вже добре літають, однак годуватися самостійно все одно не можуть і далі гніздової ділянки батьків не відлітають. Можуть голодувати до 10–14 днів без шкоди для себе.

## Чисельність
Чисельність цих великих південноамериканських орлів — менше ніж 50 000 особин (за оцінкою 2008 року), і вона неухильно скорочується. Основною причиною цього є знищення лісів в районах гніздування гарпій, а також особливості розмноження: пара зазвичай вирощує єдине пташеня раз на 2–3 роки. Програми з реінтродукції діють у Белізі й Панамі.

## Галерея

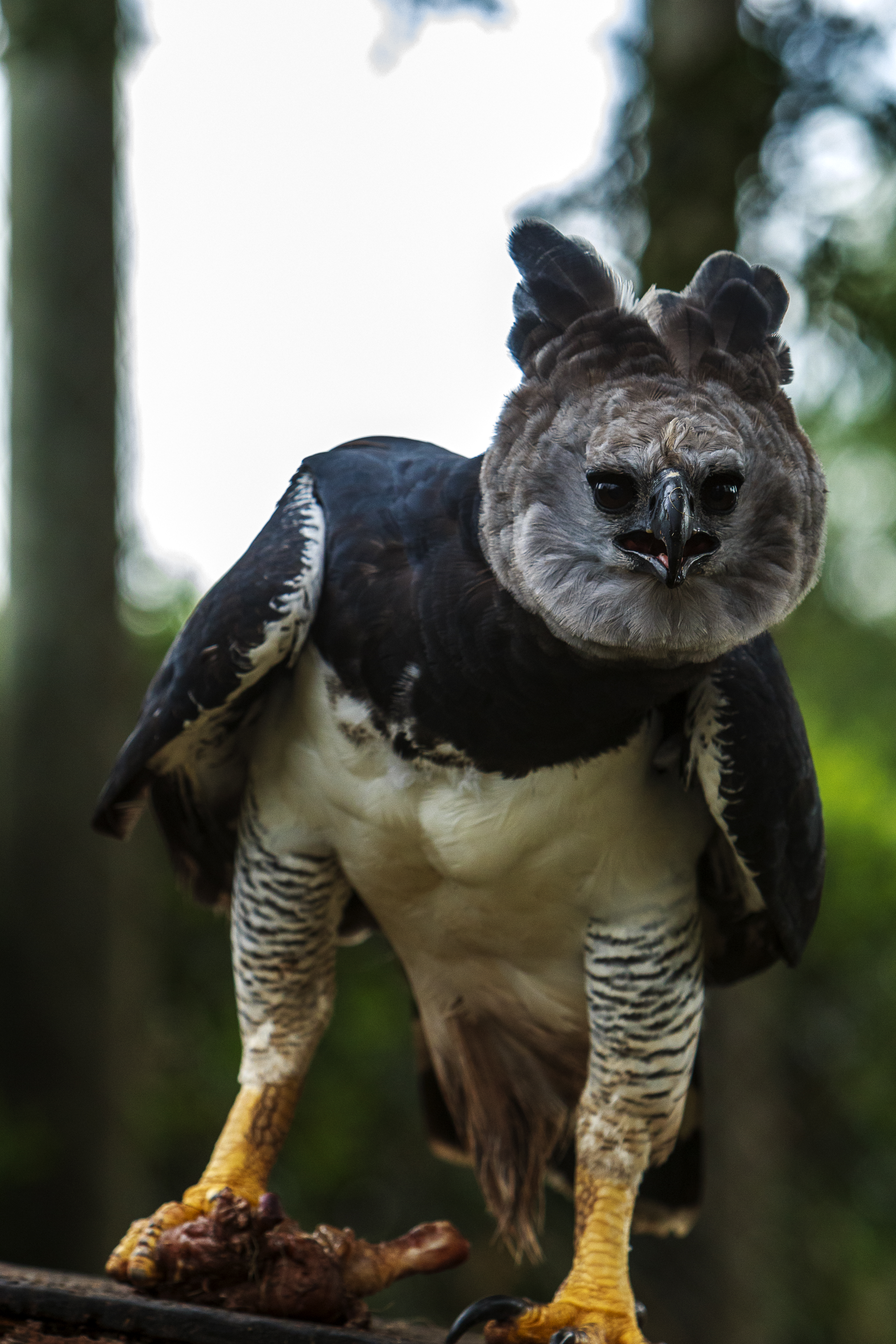
в Ітірапінському заповіднику, Бразилія
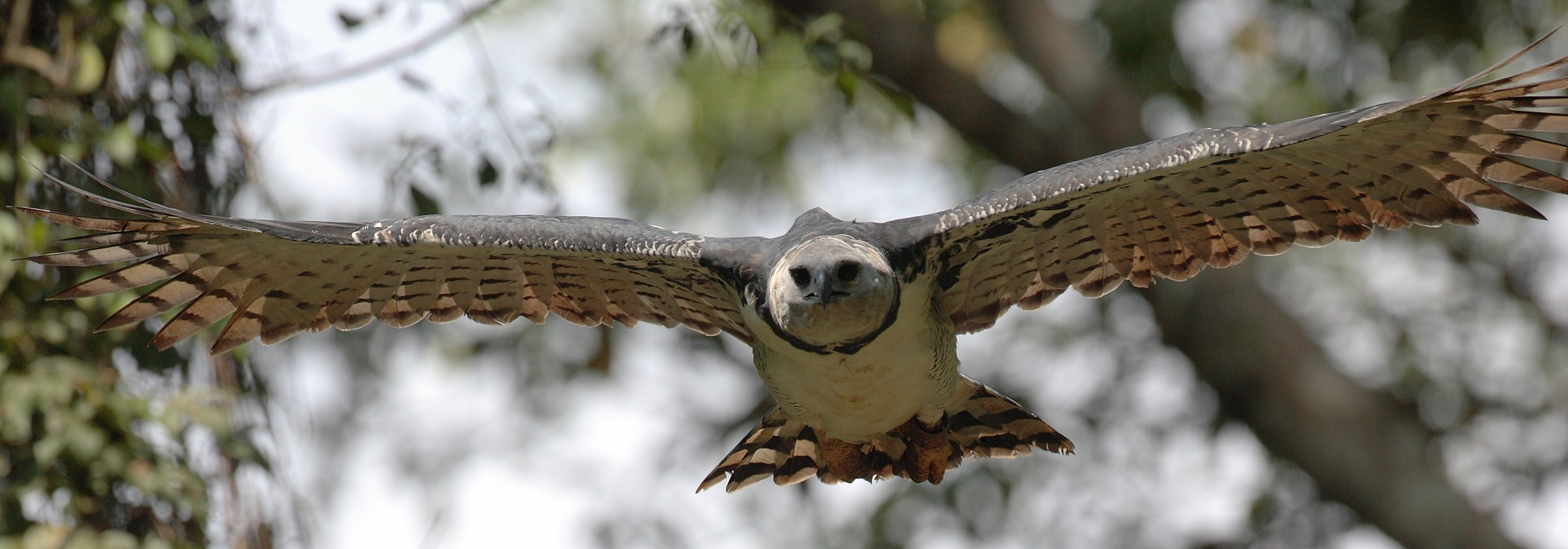
у польоті
гарпія — національний птах Панами й зображений на вершині герба